# Ngonga
Ngonga ist ein Verwaltungsbezirk (Ward) des Distrikts Kyela in der tansanischen Region Mbeya. Er grenzt im Norden an den Bezirk Kajunjumele, im Osten an den Malawisee, im Süden und im Südwesten an Katumbasongwe und im Nordwesten an Ikolo.

## Geografie
Ngonga ist ein ländlicher Bezirk im Südwesten von Tansania, das Land liegt rund 500 Meter über dem Meeresspiegel. Die Grenze im Süden bildet der Fluss Kiwira. Die Fläche des Bezirks beträgt 26,9 Quadratkilometer und bei der Volkszählung 2022 lebten hier 7712 Menschen in 2012 Haushalten.

## Gliederung
Der Bezirk besteht aus fünf Gemeinden (Mtaa) mit 26 Orten (Kitongoji):
| Itenya - Ijumbe - Isuba - Itenya - Mbangala - Mpulo | Itete - Isanga - Lusanga - Mota - Mpanda | Lugombo - Butangali - Kyimbila - Lugombo - Masumba - Mpata - Ndola | Ngonga - Iringa - Kiputa - Magege - Masoko - Mbande - Mota - Njisi - Mbyasyo | Nsasa - Bujesi - Ndyali - Nsasa |

## Wirtschaft und Infrastruktur
- Bildung: Die Ngonga Secondary School ist eine staatliche weiterführende Tagesschule, die Jungen und Mädchen bis zur 4. Stufe ausbildet.[6]
- Gesundheit: Im Bezirk liegen ein Gesundheitszentrum[7] und eine Apotheke.[8]